# Yasuhiko Okudera
Yasuhiko Okudera, (Kazuno, Japón, 12 de marzo de 1952) es un exfutbolista japonés. Se desempeñaba en posición de centrocampista.
Comenzó su carrera profesional  en 1972 en el FC Furukawa (ahora JEF United Ichihara) de Tokio, equipo con el que conseguiría la liga de 1976. Fue el primer futbolista nipón en jugar en la Bundesliga, concretamente en el Colonia, donde ganaría el doblete de liga y copa en  1978. Jugó también en el Hertha de Berlín y en Werder Bremen, siendo con este último equipo tres veces subcampeón de liga.
Su regreso a casa cambió el rumbo del juego nipón y lo aventuró hacia el profesionalismo. Los jugadores japoneses tenían que trabajar para las compañías dueñas de los equipos durante la semana, mientras que los pocos extranjeros (generalmente brasileños) que los equipos traían solamente eran contratados para jugar. Okudera fue el primer jugador profesional nativo, y desde ese momento los clubes comenzaron a pagar a jugadores por jugar y no por hacer trabajos de oficina o industria. Esto devendría en la creación de una J. League profesional en 1992.
Una vez terminada su carrera como jugador fue entrenador y presidente en el JEF United Ichihara y en el Yokohama FC.

## Selección nacional
Fue internacional con la selección de fútbol de Japón en cuarenta y dos ocasiones, marcando ocho goles.

## Palmarés

### Campeonatos nacionales
| Título                  | Club        | País     | Año  |
| ----------------------- | ----------- | -------- | ---- |
| Liga japonesa de fútbol | FC Furukawa | Japón    | 1976 |
| Bundesliga              | FC Colonia  | Alemania | 1978 |
| Copa de Alemania        | FC Colonia  | Alemania | 1978 |

### Distinciones individuales
| Distinción                                      | Año  |
| ----------------------------------------------- | ---- |
| Inducido al Salón de la Fama del fútbol japonés | 2012 |